# 4 Hours of Spa-Francorchamps 2022

Tor Circuit de Spa-Francorchamps

4 Hours of Spa-Francorchamps 2022 – długodystansowy wyścig samochodowy, który odbył się 25 września 2022 roku. Był on piątą rundą sezonu 2022 serii European Le Mans Series.

## Uczestnicy
Juan Manuel Correa zadebiutował w #9 Prema Racing, pierwotnie miał on przejechać cały sezon, ale z powodu kontuzji w zamian za niego jeździł Lorenzo Colombo. Sophia Flörsch, z załogi #19 Algarve Pro Racing, została zastąpiona przez Filipa Ugrana, a Will Stevens zastąpił Jacka Aitkena w załodze #34 Racing Team Turkey. Takeshi Kimura, z załogi #57 Kessel Racing, został zastąpiony przez Conrada Grunewalda. Matthew Payne powrócił do składu załogi #66 JMW Motorsport po opuszczeniu rundy w Barcelonie. Matthieu de Barbaut zastąpił Reshada de Gerusa w załodze #30 Duqueine Team. Santiago Concepción Serrano dołączył do załogi #11 Eurointernational.
Zespół #7 Nielsen Racing powrócił do rywalizacji po opuszczeniu poprzedniej rundy, która odbyła w Barcelonie.
Załoga #33 Rinaldi Racing miała powrócić do ścigania po opuszczeniu poprzedniego wyścigu, jednak wycofała się ona ze startu pomimo dostarczenia samochodu na tor.
Załoga #55 Spirit of Race wycofała się po piątkowych treningach.

## Sesje treningowe
| Klasa                                   | Zespół                        | Kierowcy                                           | Samochód            | Czas           | Okr.           |
| Sesja pierwsza                          | Sesja pierwsza                | Sesja pierwsza                                     | Sesja pierwsza      | Sesja pierwsza | Sesja pierwsza |
| --------------------------------------- | ----------------------------- | -------------------------------------------------- | ------------------- | -------------- | -------------- |
| LMP2                                    | #22 United Autosports         | Philip Hanson Tom Gamble Duncan Tappy              | Oreca 07            | 2:04,977       | 34             |
| LMP3                                    | #17 COOL Racing               | Maurice Smith Michael Benham Malthe Jakobsen       | Ligier JS P320      | 2:11,741       | 28             |
| LMGTE                                   | #18 Absolute Racing           | Andrew Haryanto Martin Rump Alessio Picariello     | Porsche 911 RSR-19  | 2:16,946       | 33             |
| Sesja dla kierowców z brązową kategorią |                               |                                                    |                     |                |                |
| LMP2                                    | #34 Racing Team Turkey        | Salih Yoluç Charlie Eastwood Will Stevens          | Oreca 07            | 2:07,851       | 10             |
| LMP3                                    | #13 Inter Europol Competition | Nicolas Pino Charles Crews Guilherme Oliveira      | Ligier JS P320      | 2:14,415       | 13             |
| LMGTE                                   | #57 Kessel Racing             | Conrad Grunewald Frederik Schandorff Mikkel Jensen | Ferrari 488 GTE Evo | 2:18,498       | 13             |
| Sesja druga                             |                               |                                                    |                     |                |                |
| LMP2                                    | #34 Racing Team Turkey        | Salih Yoluç Charlie Eastwood Will Stevens          | Oreca 07            | 2:07,756       | 32             |
| LMP3                                    | #17 COOL Racing               | Maurice Smith Michael Benham Malthe Jakobsen       | Ligier JS P320      | 2:16,669       | 29             |
| LMGTE                                   | #93 Proton Competition        | Michael Fassbender Zacharie Robichon Richard Lietz | Porsche 911 RSR-19  | 2:20,507       | 29             |
| Źródła                                  |                               |                                                    |                     |                |                |

## Kwalifikacje
Pole position w każdej kategorii oznaczone jest pogrubieniem.
| Poz.   | Klasa | Zespół                        | Kierowca           | Czas     | Strata  | Poz. s. |
| ------ | ----- | ----------------------------- | ------------------ | -------- | ------- | ------- |
| 1      | LMP2  | #37 COOL Racing               | Yifei Ye           | 2:03,544 | —       | 1       |
| 2      | LMP2  | #28 IDEC Sport                | Patrick Pilet      | 2:03,851 | +0,307  | 2       |
| 3      | LMP2  | #65 Panis Racing              | Nicolas Jamin      | 2:04,172 | +0,628  | 3       |
| 4      | LMP2  | #22 United Autosports         | Philip Hanson      | 2:04,175 | +0,631  | 4       |
| 5      | LMP2  | #34 Racing Team Turkey        | Charlie Eastwood   | 2:04,282 | +0,738  | 5       |
| 6      | LMP2  | #21 Mühlner Motorsport        | Ugo de Wilde       | 2:04,443 | +0,899  | 6       |
| 7      | LMP2  | #88 AF Corse                  | Nicklas Nielsen    | 2:04,502 | +0,958  | 7       |
| 8      | LMP2  | #9 Prema Racing               | Louis Delétraz     | 2:04,545 | +1,001  | 8       |
| 9      | LMP2  | #19 Algarve Pro Racing        | Bent Viscaal       | 2:04,842 | +1,298  | 9       |
| 10     | LMP2  | #31 TDS Racing x Vaillante    | Mathias Beche      | 2:04,865 | +1,321  | 10      |
| 11     | LMP2  | #47 Algarve Pro Racing        | Alexander Peroni   | 2:04,891 | +1,347  | 11      |
| 12     | LMP2  | #51 Team Virage               | Gabriel Aubry      | 2:04,970 | +1,426  | 12      |
| 13     | LMP2  | #30 Duqueine Team             | Richard Bradley    | 2:05,560 | +2,016  | 13      |
| 14     | LMP2  | #24 Nielsen Racing            | Ben Hanley         | 2:06,365 | +2,821  | 14      |
| 15     | LMP2  | #35 BHK Motorsport            | Markus Pommer      | 2:07,170 | +3,626  | 15      |
| 16     | LMP3  | #17 COOL Racing               | Malthe Jakobsen    | 2:11,062 | +7,518  | 16      |
| 17     | LMP3  | #3 United Autosports          | Kay van Berlo      | 2:11,922 | +8,378  | 17      |
| 18     | LMP3  | #13 Inter Europol Competition | Nicolas Pino       | 2:12,233 | +8,689  | 18      |
| 19     | LMP3  | #4 DKR Engineering            | Sebastián Álvarez  | 2:12,346 | +8,802  | 19      |
| 20     | LMP3  | #2 United Autosports          | Finn Gehrsitz      | 2:12,391 | +8,847  | 20      |
| 21     | LMP3  | #10 Eurointernational         | Xavier Lloveras    | 2:12,437 | +8,893  | 21      |
| 22     | LMP3  | #15 RLR MSport                | Valentino Catalano | 2:12,443 | +8,899  | 22      |
| 23     | LMP3  | #5 RLR MSport                 | Alex Kapadia       | 2:12,913 | +9,369  | 23      |
| 24     | LMP3  | #27 COOL Racing               | Nicolas Maulini    | 2:13,092 | +9,548  | 24      |
| 25     | LMP3  | #6 360 Racing                 | Ross Kaiser        | 2:13,128 | +9,584  | 25      |
| 26     | LMP3  | #11 Eurointernational         | Max Koebolt        | 2:13,276 | +9,732  | 26      |
| 27     | LMP3  | #7 Nielsen Racing             | James Littlejohn   | 2:13,369 | +9,825  | 27      |
| 28     | LMP3  | #14 Inter Europol Competition | Noam Abramczyk     | 2:13,768 | +10,224 | 28      |
| 29     | LMGTE | #57 Kessel Racing             | Conrad Grunewald   | 2:17,074 | +13,530 | 29      |
| 30     | LMGTE | #69 Oman Racing with TF Sport | Ahmad Al Harthy    | 2:18,185 | +14,641 | 30      |
| 31     | LMGTE | #32 Rinaldi Racing            | Diego Alessi       | 2:18,297 | +14,753 | 31      |
| 32     | LMGTE | #83 Iron Lynx                 | Sarah Bovy         | 2:18,333 | +14,789 | 32      |
| 33     | LMGTE | #77 Proton Competition        | Christian Ried     | 2:18,667 | +15,123 | 33      |
| 34     | LMGTE | #18 Absolute Racing           | Andrew Haryanto    | 2:19,502 | +15,958 | 34      |
| 35     | LMGTE | #66 JMW Motorsport            | Giacomo Petrobelli | 2:19,741 | +16,197 | 35      |
| 36     | LMGTE | #60 Iron Lynx                 | Claudio Schiavoni  | 2:20,580 | +17,036 | 36      |
| 37     | LMGTE | #93 Proton Competition        | Michael Fassbender | 2:20,629 | +17,085 | 37      |
| 38     | LMGTE | #95 Oman Racing with TF Sport | John Hartshorne    | 2:20,696 | +17,152 | 38      |
| 39     | LMP2  | #43 Inter Europol Competition | Fabio Scherer      | —        | —       | 39      |
| Źródła |       |                               |                    |          |         |         |

## Wyścig

### Wyniki
Minimum do bycia sklasyfikowanym (70 procent dystansu pokonanego przez zwycięzców wyścigu) wyniosło 67 okrążeń. Zwycięzcy klas są oznaczeni pogrubieniem.
| Poz.              | Klasa         | Zespół                        | Kierowcy                                                   | Samochód                 | Opony | Okr. | Czas/Strata  |
| ----------------- | ------------- | ----------------------------- | ---------------------------------------------------------- | ------------------------ | ----- | ---- | ------------ |
| 1                 | LMP2          | #22 United Autosports         | Tom Gamble Duncan Tappy Philip Hanson                      | Oreca 07                 | G     | 97   | 4:00:31,833  |
| 2                 | LMP2          | #43 Inter Europol Competition | David Heinemeier-Hansson Pietro Fittipaldi Fabio Scherer   | Oreca 07                 | G     | 97   | +23,508      |
| 3                 | LMP2          | #9 Prema Racing               | Juan Manuel Correa Louis Delétraz Ferdinand Habsburg       | Oreca 07                 | G     | 97   | +24,661      |
| 4                 | LMP2          | #65 Panis Racing              | Nicolas Jamin Job van Uitert Julien Canal                  | Oreca 07                 | G     | 97   | +35,904      |
| 5                 | LMP2          | #37 COOL Racing               | Niklas Krütten Yifei Ye Nicolas Lapierre                   | Oreca 07                 | G     | 97   | +48,995      |
| 6                 | LMP2 (Pro-Am) | #34 Racing Team Turkey        | Salih Yoluç Charlie Eastwood Will Stevens                  | Oreca 07                 | G     | 97   | +1:04,217    |
| 7                 | LMP2 (Pro-Am) | #88 AF Corse                  | François Perrodo Nicklas Nielsen Alessio Rovera            | Oreca 07                 | G     | 97   | +1:04,259    |
| 8                 | LMP2          | #19 Algarve Pro Racing        | Bent Viscaal Filip Ugran                                   | Oreca 07                 | G     | 97   | +1:35,290    |
| 9                 | LMP2          | #30 Duqueine Team             | Memo Rojas Richard Bradley Mathieu de Barbuat              | Oreca 07                 | G     | 97   | +1:47,745    |
| 10                | LMP2 (Pro-Am) | #47 Algarve Pro Racing        | John Falb Alexander Peroni James Allen                     | Oreca 07                 | G     | 97   | +2:17,167    |
| 11                | LMP2 (Pro-Am) | #24 Nielsen Racing            | Rodrigo Sales Matthew Bell Ben Hanley                      | Oreca 07                 | G     | 96   | +1 okrążenie |
| 12                | LMP2 (Pro-Am) | #31 TDS Racing x Vaillante    | Philippe Cimadomo Mathias Beche Tijmen van der Helm        | Oreca 07                 | G     | 96   | +1 okrążenie |
| 13                | LMP2          | #35 BHK Motorsport            | Francesco Dracone Sergio Campana Markus Pommer             | Oreca 07                 | G     | 95   | +2 okrążenia |
| 14                | LMP3          | #13 Inter Europol Competition | Charles Crews Nicolas Pino Guilherme Oliveira              | Ligier JS P320           | M     | 93   | +4 okrążenia |
| 15                | LMP2 (Pro-Am) | #51 Team Virage               | Rob Hodes Gabriel Aubry Ian Rodríguez                      | Oreca 07                 | G     | 93   | +4 okrążenia |
| 16                | LMP3          | #4 DKR Engineering            | Sebastián Álvarez Alexander Bukhantsov Tom Van Rompuy      | Duqueine M30 - D08       | M     | 93   | +4 okrążenia |
| 17                | LMP3          | #7 Nielsen Racing             | Anthony Wells James Littlejohn                             | Ligier JS P320           | M     | 93   | +4 okrążenia |
| 18                | LMP3          | #27 COOL Racing               | Jean-Ludovic Foubert Antoine Doquin Nicolas Maulini        | Ligier JS P320           | M     | 92   | +5 okrążeń   |
| 19                | LMP3          | #3 United Autosports          | James McGuire Kay van Berlo Andrew Bentley                 | Ligier JS P320           | M     | 92   | +5 okrążeń   |
| 20                | LMP3          | #11 Eurointernational         | Max Koebolt Jérôme de Sadeleer Santiago Concepción Serrano | Ligier JS P320           | M     | 92   | +5 okrążeń   |
| 21                | LMGTE         | #57 Kessel Racing             | Conrad Grunewald Frederik Schandorff Mikkel Jensen         | Ferrari 488 GTE Evo      | G     | 92   | +5 okrążeń   |
| 22                | LMP3          | #6 360 Racing                 | Terrence Woodward Ross Kaiser Mark Richards                | Ligier JS P320           | M     | 92   | +5 okrążeń   |
| 23                | LMGTE         | #83 Iron Lynx                 | Sarah Bovy Michelle Gatting Doriane Pin                    | Ferrari 488 GTE Evo      | G     | 92   | +5 okrążeń   |
| 24                | LMGTE         | #18 Absolute Racing           | Andrew Haryanto Martin Rump Alessio Picariello             | Porsche 911 RSR-19       | G     | 91   | +6 okrążeń   |
| 25                | LMGTE         | #69 Oman Racing with TF Sport | Ahmad Al Harthy Samuel De Haan Marco Sørensen              | Aston Martin Vantage AMR | G     | 91   | +6 okrążeń   |
| 26                | LMGTE         | #77 Proton Competition        | Christian Ried Lorenzo Ferrari Gianmaria Bruni             | Porsche 911 RSR-19       | G     | 91   | +6 okrążeń   |
| 27                | LMP3          | #14 Inter Europol Competition | James Dayson Noam Abramczyk Mateusz Kaprzyk                | Ligier JS P320           | M     | 91   | +6 okrążeń   |
| 28                | LMGTE         | #66 JMW Motorsport            | Giacomo Petrobelli Matthew Payne Sean Hudspeth             | Ferrari 488 GTE Evo      | G     | 91   | +6 okrążeń   |
| 29                | LMGTE         | #93 Proton Competition        | Michael Fassbender Zacharie Robichon Richard Lietz         | Porsche 911 RSR-19       | G     | 90   | +7 okrążeń   |
| 30                | LMP3          | #5 RLR MSport                 | Michael Jensen Nick Adcock Alex Kapadia                    | Ligier JS P320           | M     | 90   | +7 okrążeń   |
| 31                | LMGTE         | #95 Oman Racing with TF Sport | John Hartshorne Henrique Chaves Jonathan Adam              | Aston Martin Vantage AMR | G     | 90   | +7 okrążeń   |
| 32                | LMGTE         | #60 Iron Lynx                 | Claudio Schiavoni Davide Rigon Matteo Cressoni             | Ferrari 488 GTE Evo      | G     | 90   | +7 okrążeń   |
| 33                | LMGTE         | #32 Rinaldi Racing            | Pierre Ehret Diego Alessi Nicolas Varrone                  | Ferrari 488 GTE Evo      | G     | 87   | +10 okrążeń  |
| 34                | LMP3          | #10 Eurointernational         | Xavier Lloveras Miguel Cristóvão                           | Ligier JS P320           | M     | 70   | +27 okrążeń  |
| Niesklasyfikowani |               |                               |                                                            |                          |       |      |              |
|                   | LMP2          | #21 Mühlner Motorsport        | Matthias Kaiser Thomas Laurent Ugo de Wilde                | Oreca 07                 | G     | 72   |              |
|                   | LMP3          | #2 United Autosports          | Joshua Caygill Bailey Voisin Finn Gehrsitz                 | Ligier JS P320           | M     | 71   |              |
|                   | LMP3          | #15 RLR MSport                | Horst Felbermayr Jr Austin McCusker Valentino Catalano     | Ligier JS P320           | M     | 66   |              |
|                   | LMP2          | #28 IDEC Sport                | Paul-Loup Chatin Paul Lafargue Patrick Pilet               | Oreca 07                 | G     | 46   |              |
|                   | LMP3          | #17 COOL Racing               | Maurice Smith Michael Benham Malthe Jakobsen               | Ligier JS P320           | M     | 10   |              |
| Źródło            |               |                               |                                                            |                          |       |      |              |

### Statystyki

#### Najszybsze okrążenie
| Klasa  | Kierowca         | Zespół                        | Czas     | Okr. |
| ------ | ---------------- | ----------------------------- | -------- | ---- |
| LMP2   | Paul-Loup Chatin | #28 IDEC Sport                | 2:05,893 | 39   |
| LMP3   | Mateusz Kaprzyk  | #14 Inter Europol Competition | 2:14,219 | 23   |
| LMGTE  | Doriane Pin      | #83 Iron Lynx                 | 2:17,365 | 41   |
| Źródło |                  |                               |          |      |

#### Prowadzenie w wyścigu
| Zespół                        | Okrążenia           | Suma |      |
| LMP2                          | LMP2                | LMP2 | LMP2 |
| ----------------------------- | ------------------- | ---- | ---- |
| #37 COOL Racing               | 1–11, 13–28, 40, 42 | 29   |      |
| #22 United Autosports         | 12, 43–97           | 56   |      |
| #43 Inter Europol Competition | 29–39, 41           | 12   |      |
| LMP3                          |                     |      |      |
| #13 Inter Europol Competition | 1–6, 48–65, 67–93   | 51   |      |
| #3 United Autosports          | 7–16, 39            | 11   |      |
| #14 Inter Europol Competition | 17–27               | 11   |      |
| #4 DKR Engineering            | 28–38, 40–47        | 19   |      |
| #7 Nielsen Racing             | 66                  | 1    |      |
| LMGTE                         |                     |      |      |
| #57 Kessel Racing             | 1–10, 66, 73–92     | 31   |      |
| #69 Oman Racing with TF Sport | 11–12               | 2    |      |
| #83 Iron Lynx                 | 13–65, 67–72        | 59   |      |
| Źródło                        |                     |      |      |